# Das Nervenbündel
Das Nervenbündel ist eine US-amerikanische Filmkomödie des Regisseurs Melvin Frank aus dem Jahr 1975. Das Drehbuch verfasste Neil Simon auf der Grundlage seines Bühnenstücks.

## Handlung
Mel Edison ist Angestellter einer Werbeagentur und lebt mit seiner Frau Edna im 14. Stock eines Hauses in Manhattan. Er leidet unter dem täglichen Ärger über den Lärm, der durch die viel zu dünnen Wände dringt. Er ärgert sich auch über die Klimaanlage, die so kalt ist, dass man sogar im Bett friert, und öffnet er ein Fenster, dringt Verkehrslärm und der Gestank der Straße herein. Eines Tages verliert er seinen Job und verschweigt dies seiner Frau. Er geht heimlich auf Arbeitssuche, und erst als kurz darauf die Wohnung ausgeraubt wird, lässt Mel die Katze aus dem Sack. Daraufhin kehrt Edna in ihre alte Beschäftigung in einer Filmfirma zurück, um für die beiden zu sorgen. Jetzt ist Mel den ganzen Tag allein. Er wird zum Nervenwrack und beginnt langsam manisches Verhalten an den Tag zu legen. Auch der von Edna engagierte Psychiater kann Mel nicht mehr helfen.

## Berühmte Kleindarsteller
Sylvester Stallone hat einen Kurzauftritt als junger Mann, den Mel irrtümlich als Taschendieb verdächtigt. F. Murray Abraham taucht in einer Szene als Taxifahrer auf. Charakterdarsteller M. Emmet Walsh spielt eine kleine Rolle als Portier. 

## Kritik
Das Lexikon des internationalen Films urteilte 1995: „Eine makaber-bösartige Komödie, die mit der Unnatur des modernen Lebens, seinem Streß, seinen Hochhauswohnungen mit Lärm und Gestank, vorfabriziertem Essen und negativen Nachbarschaftskontakten abrechnet. Als von Panik in den Nervenzusammenbruch getriebener Mann bietet Jack Lemmon eine tragikomische Glanzleistung.“
Cinema lobte den Hauptdarsteller Jack Lemmon, der „eine tragikomische Glanzleistung als Nervenwrack“ zeige. Das Fazit des Films hieße: 
„Zurück aufs Land!“

## Veröffentlichungsdaten
- Kino-Uraufführung: 30. Mai 1975
- Kaufvideo: 1. Januar 1998